# Kenzo Tsujimoto
Kenzo Tsujimoto (辻本憲三 ,Tsujimoto Kenzō; 15 dicembre 1940) è un imprenditore giapponese.

## Biografia
Il 10 luglio 1974 fondó Irem e ne divenne presidente, successivamente venne allontanato dall'azienda. 
L'11 giugno 1983 Tsujimoto fondò Capcom come società di vendita per Sambi e ne divenne presidente e direttore rappresentativo. Nel luglio dello stesso anno fu pubblicato il primo gioco della società, Little League .
Negli anni '90, Tsujimoto fondò la sua quarta azienda "Kenzo Estate" azienda vinicola come ditta individuale a Napa  in California. Ha fatto un cameo nel film Street Fighter - Sfida finale  nei panni di un soldato di Guile.
Nel 2001 è diventato presidente e amministratore delegato di Capcom.

### Vita Privata
Suo figlio maggiore Haruhiro è presidente e Direttore operativo di Capcom dal 2007. Il figlio minore, Ryozo è un produttore per Monster Hunter.